# Roland Marais
Pour les articles homonymes, voir Marais (homonymie).
Roland Pierre Marais (né le 22 juin 1688 à Paris, où il est mort 18 mai 1754) était un compositeur et gambiste français.
Roland Marais est le quatrième et le plus connu des dix-neuf enfants du célèbre gambiste Marin Marais, dont plusieurs étaient des virtuoses de la viole de gambe. Il publia deux livres pour la viole, dans le style des œuvres du père, ainsi qu'une méthode pour cet instrument. Johann Joachim Quantz, l'entendit en 1725 et parla d'un virtuose bien adroit.

## Œuvres
- Nouvelle méthode de musique pour servir d'introduction aux amateurs modernes (1711, perdu)
- Règles d'accompagnement pour la basse de viole (La Haye)
- Premier Livre de Pièces de Violes (1735)
- Deuxième Livre de Pièces de Violes (1738)

## Discographie
- Suite en do majeur, À Deux violes Esgales, Jonathan Dunford, basse de viole, Sylvia Abramowicz, basse de viole, Nanja Breedijk, harpe triple, Daphni Kokkoni, clavecin. AS musique, ASMOO3, 2007